# 波卡特洛
波卡特洛（英語：Pocatello，1815年—1884年10月），休休尼語称通藻沙（肖松尼语：Tondzaosha，意为“野牛的皮袍”），美国原住民北肖松尼人的酋长。曾率领大盆地的肖松尼部族袭击白人定居者，并和美国军队对峙。后因饥饿与白人议和，其部族被强制迁徙至爱达荷州的保留地，在当地继续领导族人维生。美国爱达荷州的波卡特洛市以其名命名。

## 生平
波卡特洛生于1815年。19世纪40年代美国移民进入犹他领地时，波卡特洛是当时北肖松尼的部族酋长。19世纪50年代，他率军多次袭击犹他领地和奧勒岡小徑的白人移民。为此，摩门教首领杨百翰曾试图以和平手段安抚肖松尼部族。1858年起，美国开始派军队进驻犹他领地，加剧了肖松尼部族和美国白人之间的紧张局势。1863年，帕特里克·爱德华·康纳将军率部“严惩”肖松尼人，波卡特洛率部族撤退，躲过熊河屠杀。波卡特洛率部族躲藏近五年后，于1868年和美国代表议和，达成《布里杰堡条约》。据此，波卡特洛不再袭击白人移民，并移居至蛇河的保留地。
1875年，保留地出现大饥荒，波卡特洛被迫求助摩门教传教士施以援手，其部族为此皈依摩门教。不过，波卡特洛的部族并不受白人定居者欢迎，很快遭到威胁及驱逐。19世纪70年代末期，波卡特洛帮助修筑了经过途径保留地的犹他和北方铁路，铁路沿线的一处城镇因此以他的名字命名。1884年，波卡特洛逝世，随葬品包括其衣物、枪支、刀剑、狩猎工具，及18匹马。

## 流行文化
- 在2010年电子游戏《文明V》中，波卡特洛是肖松尼文明的领袖。